# Выборы губернатора Воронежской области (2023)
Выборы губернатора состоялись в Воронежской области 8-10 сентября 2023 года в единый день голосования. Губернатор избирается на 5 лет.
На 1 января 2023 года в Воронежской области было зарегистрировано 1 821 260 избирателей, из которых около 45,70 % (832 464 избирателей) в Воронеже.

## Организация выборов
Избирательная комиссия Воронежской области состоит из 14 членов с правом решающего голоса. Действующий состав сформирован в апреле 2021 года на 5 лет (2021—2026). Половину назначил губернатор Воронежской области Александр Гусев, половину — Воронежская областная дума. Председателем 7 мая 2021 года был избран Илья Иванов, предложенный на эту должность ЦИК России. Он сменил Сергея Канищева.
9 июня 2023 года избирательная комиссия Воронежской области по согласованию с ЦИК России решила на этих выборах впервые применить дистанционное электронное голосование (ДЭГ). Оно длилось три дня с 8 по 10 сентября и было доступно на портале «Госуслуги».

## Ключевые даты
- 8 июня[7] депутаты Воронежской областной думы 7 созыва (2020—2025) официально назначили выборы на единственно возможную дату — 10 сентября 2023 года (единый день голосования)
  - официальная публикация решения о назначении выборов
  - публикация избиркомом расчёта числа подписей, необходимых для регистрации кандидата (следующие 3 дня)
  - с 10 июня по 30 июня до 18:00 — выдвижение кандидатов (30 дней после дня официального опубликования решения о назначении выборов)
  - агитационный период начинается со дня выдвижения кандидата и прекращается за одни сутки до дня голосования
- с 16 июля по 26 июля до 18:00 — представление документов для регистрации кандидатов. К заявлениям должны прилагаться листы с подписями муниципальных депутатов
- с 12 августа по 7 сентября — период агитации в СМИ
- 8-10 сентября — дни голосования

## Муниципальный фильтр
Для регистрации кандидату требуется поддержка его выдвижения муниципальными депутатами и главами поселений в виде подписей, поддержка избирателей не требуется.
По федеральному закону количество подписей муниципальных депутатов, необходимых для регистрации кандидата в губернаторы может варьироваться от 5 % до 10 %. В Воронежской области кандидаты должны собрать подписи 5 % муниципальных депутатов и глав муниципальных образований. Среди них должны быть подписи депутатов районных и городских советов и (или) глав районов и городских округов в количестве 5 % от их общего числа. При этом подписи нужно получить не менее чем в трёх четвертях районов и городских округов.

## Кандидаты
В Воронежской области кандидаты выдвигаются только политическими партиями, имеющими право участвовать в выборах. При этом кандидат может не быть членом партии, которая его выдвигает. Самовыдвижение не допускается. По состоянию на 8 июня 2023 года в Воронежской области имели отделения 22 партии.
Каждый кандидат при регистрации должен представить список из трёх человек, один из которых, в случае избрания кандидата, станет представителем правительства региона в Совете Федерации.
Действующий губернатор Александр Гусев заявил о выдвижении на второй срок ещё в мае 2023 года. На тот момент вероятными кандидатами назывались депутат Воронежской областной думы Павел Большов от ЛДПР, депутат Госдумы от СРЗП Дмитрий Кузнецов и депутат Поворинского райсовета от «Родины» Максим Гусев. Позднее в СРЗП планировали выдвинуть кандидатом депутата Воронежской областной думы Евгения Орюпина, но в итоге был выдвинут Ярослав Тарасов — руководитель молодёжного крыла реготделения «Молодёжь Справедливой России». Воронеж".
Выдвижение стало возможно с 10 июля.
17 июня КПРФ выдвинула Андрея Рогатнева, первого секретаря Воронежского обкома и депутата областной думы
21 июня «Единая Россия» Александра Гусева
К 30 июня кандидатов выдвинули всего 5 партий. Не стали выдвигать кандидатов такие партии как «Новые люди», «Партия роста», «Яблоко».
| Кандидат        | Возраст             | Должность (на момент выдвижения)                                                            | Субъект выдвижения                | Статус          | Кандидаты в Совет Федерации |
| --------------- | ------------------- | ------------------------------------------------------------------------------------------- | --------------------------------- | --------------- | --- |
| Павел Большов   | 36 лет (30.06.1989) | депутат Воронежской областной думы 7 созыва                                                 | ЛДПР                              | зарегистрирован | О. О. Лукина, доцент кафедры теории экономики и учётной политики ВГУИТ, А. А. Овсянников, зам. гендиректора АО Финансовой компании «Аксиома», В. В. Часовских, специалист по работе с болельщиками фан-клуба ФК «Факел» |
| Игорь Борисов   | 41 год (05.11.1983) | гендиректор ООО «СК СТМ-141», депутат Совета народных депутатов Бобровского района 7 созыва | «Родина»                          | зарегистрирован | А. С. Бородин, директор ООО «Грандстройальянс», Б. М. Скрынников, пенсионер, А. В. Струков, зам. директора ООО «Акцент»                                                                                                 |
| Александр Гусев | 61 год (27.07.1963) | губернатор Воронежской области                                                              | «Единая Россия»                   | зарегистрирован | Г. Н. Карелова, сенатор РФ (с 2014 года), В. И. Липинский, помощник депутата Госдумы Е. В. Ревенко, В. В. Пятецкий, сотрудник Воронежского отделения «Единой России»                                                    |
| Андрей Рогатнев | 59 лет (23.06.1966) | депутат Воронежской областной думы, первый секретарь Воронежского обкома КПРФ               | «КПРФ»                            | зарегистрирован | В. А. Калинин, начальник инспекции по безопасности полётов в лётно-испытательной станции филиала ПАО «Ил»- ВАСО, Д. В. Рослик, второй секретарь Воронежского обкома КПРФ, Н. И. Рудов, зам. директора ООО «А-СТРОЙ»     |
| Ярослав Тарасов | 40 лет (06.07.1985) | слесарь 4 разряда филиала ОАО «Газпром газораспределение Воронеж»                           | «Справедливая Россия — За правду» | зарегистрирован | А. А. Бабешко, директор ООО «Калитва плюс», Ю. Ю. Рублевский, пенсионер, А. И. Ступникова, главный бухгалтер ООО «СЗР Логистика»                                                                                        |

## Результаты
Подведение итогов выборов губернатора Воронежской области 8-10 сентября 2023 г.
По данным подсчетов 100 % бюллетеней, с большим отрывом от конкурентов победу одержал действующий глава региона Александр Гусев, набрав 76,83 % голосов.
На втором месте оказался Андрей Рогатнев — 8,50 % голосов, на третьем — Павел Большов — 5,62 % голосов, четвёртым Ярослав Тарасов — 4,51 % голосов и пятое место досталось Игорю Борисову, который набрал 3,23 % голосов.